# Råbacka-Dammen
Råbacka-Dammen är en sjö i Hofors kommun i Gästrikland och ingår i Gavleåns huvudavrinningsområde.